# Condado de Carroll (Virgínia)
O Condado de Carroll é um dos 95 condados do estado americano de Virgínia. A sede do condado é Hillsville, e sua maior cidade é Hillsville. O condado possui uma área de 1 234 km² (dos quais 3 km² estão cobertos por água), uma população de 29,245 habitantes, e uma densidade populacional de 24 hab/km² (segundo o censo nacional de 2000). O condado foi fundado em 1842.